# Burning in the Skies
"Burning in the Skies" là một bài hát của ban nhạc rock người Mỹ Linkin Park. Nó được công bố là đĩa đơn thứ 3 của ban nhạc từ album phòng thu thứ 4 của họ, A Thousand Suns, vào ngày 20 tháng 1 năm 2011, và được phát hành vào ngày 21 tháng 3. Một video âm nhạc cho đĩa đơn đã được đạo diễn bởi Joe Hahn, tay đẩy đĩa của Linkin Park. Nó đã được phát hành tại Hoa Kỳ trong bảng xếp hạng chỉ số nhạc adult contemporary Nielsen BDS vào tháng 2 năm 2011, mặc dù ca sĩ Mike Shinoda đã làm rõ rằng đây là một đĩa đơn quốc tế, do đó không lọt vào bất kỳ bảng xếp hạng nào của Billboard.
"Burning in the Skies" (cùng với 5 bài hát khác từ A Thousand Suns) được góp mặt trong gói "Linkin Park Track Pack" làm nội dung tải xuống cho trò chơi điện tử nhịp điệu Guitar Hero: Warriors of Rock. Gói nhạc được phát hành vào ngày 19 tháng 10 năm 2010.

## Video âm nhạc
Ghi hình bắt đầu diễn ra từ ngày 17 đến ngày 19 tháng 1 năm 2011, khi Joe Hahn và giọng ca chính Mike Shinoda đã tweet về quá trình quay video.
Video âm nhạc quốc tế được đạo diễn bởi Joe Hahn. Video được công chiếu lần đầu trên kerrang.com vào ngày 22 tháng 2. Đoạn video cũng đã được đăng tải lên YouTube bởi Linkin Park trên kênh YouTube chính thức của họ. Toàn bộ video ở tốc độ chuyển động chậm. Nó cho thấy những hoạt cảnh của những người khác nhau (một bữa tiệc của thanh thiếu niên; một cặp đôi trong xe hơi; một cô gái trong phòng tắm; một cô gái đang học bằng máy tính; một ông già ăn tối một mình; và một đứa trẻ đang chạy với bộ đồ ngủ và đeo mặt nạ sư tử) trước khi bị cuốn vào bán kính của dường như là một vụ nổ hạt nhân ở trung tâm thành phố Los Angeles. Vụ nổ xảy ra khi phần độc tấu guitar bắt đầu. Sau đó, có thể thấy các thành viên ban nhạc trong bóng tối với hiệu ứng tương tự như hiệu ứng được sử dụng trong MV "Waiting for the End", mặc dù họ không hát hoặc biểu diễn nhạc cụ của mình theo bài hát.
Tính đến tháng 10 năm 2020, bài hát đã có 50 triệu lượt xem trên YouTube.
Video hậu trường cho "Burning in the Skies" được phát hành vào ngày 29 tháng 3 năm 2011.

## Đón nhận
Jean Dean Wells từ AOL Radio ca ngợi bài hát, nói rằng ban nhạc "đã mang đến một bản nhạc lạc quan có thể phát dễ dàng trên bất kỳ đài phát thanh nhạc pop nào." 

## Xếp hạng
Vì Shinoda xác nhận rằng đây là một đĩa đơn quốc tế, đĩa đơn này đã không lọt vào bất kỳ bảng xếp hạng Billboard nào. Đĩa đơn nhận được thành công trung bình trên các bảng xếp hạng.
| Bảng xếp hạng (2011)          | Vị trí cao nhất |
| ----------------------------- | --------------- |
| Bảng xếp hạng đĩa đơn của Áo  | 35              |
| Bảng xếp hạng đĩa đơn Đức     | 43              |
| Bảng xếp hạng Airplay của Đức | 26              |
| Bảng xếp hạng đĩa đơn Thụy Sĩ | 41              |

## Danh sách ca khúc
Tất cả các ca khúc được viết bởi Linkin Park.
| đĩa đơn CD | đĩa đơn CD             | đĩa đơn CD |
| STT        | Nhan đề                | Thời lượng |
| ---------- | ---------------------- | ---------- |
| 1.         | "Burning in the Skies" | 4:13       |
| 2.         | "Blackout" (Live)      | 4:36       |

Tất cả các ca khúc được viết bởi Linkin Park.
| đĩa EP iTunes | đĩa EP iTunes                  | đĩa EP iTunes |
| STT           | Nhan đề                        | Thời lượng    |
| ------------- | ------------------------------ | ------------- |
| 1.            | "Burning in the Skies"         | 4:13          |
| 2.            | "Blackout" (Live)              | 4:36          |
| 3.            | "When They Come for Me" (Live) | 5:21          |

Tất cả các ca khúc được viết bởi Linkin Park.
| đĩa đơn CD quảng bá trên radio | đĩa đơn CD quảng bá trên radio | đĩa đơn CD quảng bá trên radio |
| STT                            | Nhan đề                        | Thời lượng                     |
| ------------------------------ | ------------------------------ | ------------------------------ |
| 1.                             | "Burning in the Skies" (Edit)  | 4:01                           |

## Nhân sự
- Chester Bennington - ca sĩ
- Mike Shinoda - ca sĩ chính, sampler, guitar chính, piano, đàn organ
- Brad Delson - guitar đệm
- Dave "Phoenix" Farrell - guitar bass, hát bè
- Joe Hahn - bàn xoay, sampler
- Rob Bourdon - trống, bộ gõ